# Gary Fisher
Gary Fisher (Oakland, 5 de noviembre de 1950) es uno de los inventores de la bicicleta de montaña o mountain bike. Es una leyenda viva del ciclismo y uno de los mejores diseñadores de bicicletas de la actualidad.
En 1963 Gary Fisher comienza a competir en el asfalto y en las pistas, y en 1964 descubre el Ciclocrós. En 1968 es suspendido por usar cabellos largos, y anulada esa norma en 1972 él vuelve a las competencias. En 1979 produce la primera mountain bike del mundo junto con su socio Charlie Kelly, alcanzando 160 unidades vendidas.
Posee su propia marca «Gary Fisher» conocida tanto por las innovaciones (rueda de 29" para MTB) como por la calidad de los productos.